# NGC 7050
NGC 7050 – grupa kilkunastu gwiazd znajdująca się w gwiazdozbiorze Łabędzia. Prawdopodobnie nie tworzą one gromady, lecz stanowią asteryzm. Odkrył ją John Herschel 19 sierpnia 1828 roku.